# Cyrus Adler
Cyrus Adler (Van Buren, Arkansas, 13 de septiembre de 1863 - Filadelfia, Pensilvania, 7 de abril de 1940) fue un educador y erudito estadounidense, además de líder religioso judío.

## Biografía
Adler nació en Van Buren, Arkansas, hijo del comerciante judío Samuel Adler y Sarah Sulzberger. Graduado de la Universidad de Pensilvania en 1883, obtuvo su doctorado en la Universidad Johns Hopkins en 1887, donde fue profesor de lenguas semíticas de 1884 a 1893. Fue contratado por el Instituto Smithsoniano para trabajar la arqueología de los pueblos semitas, sirviendo como bibliotecario de 1892-1905. Fue fundador de la Jewish Welfare Board, editor de la Enciclopedia Judía junto a Isidore Singer (Jewish Encyclopedia) y parte del comité que tradujo la versión hecha por la Jewish Publication Society de la Biblia hebrea, publicada en 1917. Tras la Primera Guerra Mundial, participó en la conferencia de Paz de París en 1919.
Sus numerosos escritos académicos incluyen artículos sobre religión comparada, asiriología y filología semítica.
Fue presidente del Dropsie College for Hebrew y Cognate Learning de 1908 a 1940 y canciller del Seminario Teológico Judío de América. También fue colaborador de la Nueva Enciclopedia Internacional. Además, fue miembro fundador del Club Orientalista de Filadelfia.
Adler fue soltero gran parte de su vida, casándose con Racie Friedenwald, oriunda de Baltimore, en el año 1905, cuando tenía 42 años. Tuvieron una hija de nombre Sarah. Falleció en Filadelfia en 1940, y su colección pasó al Centro de Altos Estudios Judaicos de la Universidad de Pensilvania.